# 싱클레어 리서치
싱클레어 리서치 (Sinclair Research Ltd)는 영국의 소비자 전자 회사로 캠브리지 (Cambridge)의 클라이브 싱클레어 (Clive Sinclair)가 설립했다. 1973년경 Westminster Mail Order Ltd로 설립되었으며, Sinclair Instrument Ltd, Cambridge Ltd Science, Sinclair Computers Ltd, Sinclair Research Ltd로 명칭이 변경되었다. 싱클레어 리서치는 1976년까지 휴면 상태였지만, Sinclair Radionics의 비즈니스를 대상으로 상업 업무를 계속하다 1981년 Sinclair Research라는 이름을 채택했다.
1980년 클라이브 싱클레어 (Clive Sinclair)는 당시 영국에서 판매된 가장 저렴한 개인용 컴퓨터(99.95 파운드)로 ZX80 연산장치를 사용하여 가정용 컴퓨터 시장에 진입했다. 1982년에는 ZX Spectrum을 출시하여 영국 최다 판매 컴퓨터로 자리매김 했으며 Commodore 및 Amstrad의 경쟁자가 되었다.
싱클레어 리서치의 성공 계기는 개인용 컴퓨터를 개발한 것으로, 일본의 5세대 컴퓨터 프로그램에서 큰 영향을 받은 회사는 인공 지능, 웨이퍼 규모 통합, 형식 검증 및 기타 고급 기능을 개발하기 위해 캠브리지 근처의 밀턴 홀 (Milton Hall)에 "MetaLab" 연구 센터를 설립했다. 그러나, Sinclair QL 컴퓨터와 TV80의 실패로 인해 1985년 재정적 어려움을 겪었고 결국 Sinclair는 제품과 브랜드 이름을 Amstrad에 판매하게 되었다.

## 역사
창립 초기
- 관련 문서:Sinclair Radionics

1961년 7월 25일 Clive Sinclair는 캠브리지에 첫번째 회사인 Sinclair Radionics Ltd.를 설립했다. 이 회사는 하이파이 제품, 라디오, 계산기 및 과학 기기를 개발했으며. Radionics의 실패로 Sinclair는 상업적 목표를 위해 조치를 취하게 되었다. 1975년 2월, 그는 Abledeal Ltd (1973년 9월에 구입한 선반 회사)를 Westminster Mail Order Ltd에 기용했고, 이 이름은 1975년 8월 Sinclair Instrument Ltd로 변경되었다. Sinclair는 National Enterprise Board가 1976년에 Radionics에 관여 한 후 제어권을 공유하는 것의 불편성을 알게 되었고, Chris Curry가 1966년부터 일해온 Radionics를 떠났다. Sinclair Research의 첫 제품은 전자적 기능이 있는 손목시계였다.

### ZX80 개발 된 트리플 엑스 제품
1977년 7월 Sinclair Instrument Ltd는 Science of Cambridge Ltd.로 이름이 바뀌었다. 같은 시기에 Ian Williamson은 Chris Curry에게 National Semiconductor SC / MP 마이크로 프로세서와 Sinclair 계산기 부품을 기반으로 '프로토 타입 마이크로 컴퓨터'를 보여주었다. Curry는 이에 감명받아 싱클레어가 이것을 제품으로 채택하도록 했다. 1978년 6월, Science of Cambridge는 MK14 마이크로 컴퓨터를 키트 형태로 출시했으며, 1979년 5월 Sinclair의 수석 엔지니어인 Jim Westwood는 Zilog Z80 마이크로 프로세서를 기반으로 새로운 마이크로 컴퓨터를 설계했다. Sinclair Instrument Ltd는 1980년 2월 ZX80이라는 컴퓨터를 키트와 기성품으로 선보였고, 1979년 11월, Sinclair Computers Ltd.로 이름이 변경되었다.

### 상업적 성공과 가정용 컴퓨터
ZX 스펙트럼 (1982)
1981년 3월, Sinclair Computers는 Sinclair Research Ltd로 이름이 바뀌고 Sinclair ZX81이 출시되었다. 1982년 2월 Timex Corporation은 Timex Sinclair라는 이름으로 Sinclair의 컴퓨터를 미국에서 제조 및 판매 할 수 있는 라이센스를 취득했다. 4월에 ZX 스펙트럼이 출시되었는데, 7월 Timex는 미국에서 TS 1000 (ZX81 버전)을 출시했다. 1982년 3월 싱클레어 리서치는 평면 화면을 개발하기위한 £ 383k의 정부 보조금을 포함하여 £ 27.17m의 회전율로 £ 8.55m의 이익을 냈다.
1982년 Clive Sinclair는 캠브리지의 Willis Road 25번지에 있는 Barker & Wadsworth 생수병 제조공장을 회사의 새로운 본사로 개조했다.
(Sinclair의 재정적 어려움에 따라 1985년 12월 Cambridgeshire County Council에 매각되었다.)
1983년 1월, ZX Spectrum 개인용 컴퓨터가 라스 베이거스 소비자 가전 쇼에서 발표되었고, 9월에 Sinclair TV80 포켓 TV가 출시되었지만 상업적으로는 실패했다. 1983년 회사는 케임브리지 셔의 밀튼 마을에서 200만 파운드를 위해 밀튼 홀 (Milton Hall)을 매입하여 MetaLab 연구 개발 시설을 설립했다.
늦은 1983년에 Timex는 강한 경쟁 때문에 미국 시장에 침입하지 못했던 Timex Sinclair 벤처를 철수하기로 결정했다. 그러나 타이멕스 컴퓨터는 다른 나라에서 수년간 계속 생산되었으며 Timex Portugal은 향상된 버전 인 TS 2048 및 2068을 출시했다. 이 회사는 시장에서 호평을 받지는 못했지만 플로피 디스크 시스템 인 FDD 3000을 개발하여 출시했다다는 업적이 있다.